# Great Basalt Wall National Park
Great Basalt Wall National Park är en park i Australien. Den ligger i delstaten Queensland, omkring 1 100 kilometer nordväst om delstatshuvudstaden Brisbane. Great Basalt Wall National Park ligger 498 meter över havet.
Trakten runt Great Basalt Wall National Park är nära nog obefolkad, med mindre än två invånare per kvadratkilometer.. Det finns inga samhällen i närheten.
I omgivningarna runt Great Basalt Wall National Park växer huvudsakligen savannskog.  Genomsnittlig årsnederbörd är 720 millimeter. Den regnigaste månaden är februari, med i genomsnitt 173 mm nederbörd, och den torraste är augusti, med 5 mm nederbörd.